# Weissmies

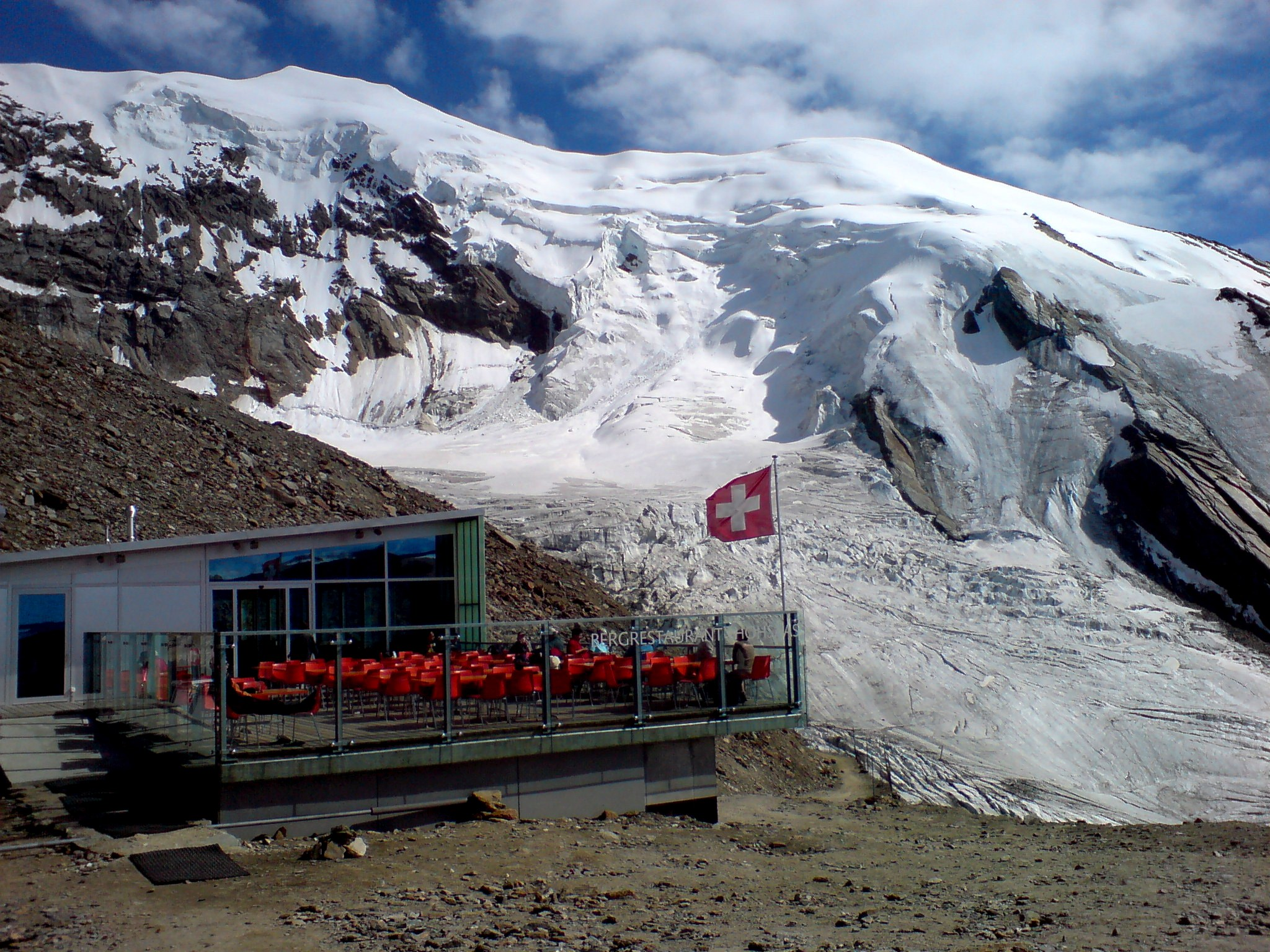
El Weissmies visto desde la estación de funicular en Hohsaas.

El Weissmies (4.023 m) es una montaña suiza en los Alpes Peninos de 4.035 m s. n. m. Forma parte de la subsección Alpes del Mischabel y del Weissmies en el Cantón del Valais. 

## Topónimo
El nombre de la cima deriva de la palabra dialectal Mies que significa mousse (esto es, espuma). Weissmies significa entonces "espuma blanca", descripción original, pero llena de significado.

## Características
Con el Fletschhorn (3.993 m) y el Lagginhorn (4.010 m) constituye una cadena que separa el valle Saastal del Val Divedro.

## Primer ascenso
La cima fue alcanzada por vez primera en el año 1855 por Jakob Christian Häusser y Peter Josef Zurbriggen.

## Vías de ascenso
La vía de ascenso más simple parte del refugio Almagellerhütte situado en el municipio de Saas-Almagell. Del refugio se sube al Zwischbergenpass (3.268 m) y luego se afronta la vertiente sudeste de la montaña.
Como alternativa se puede ascender la vertiente noroeste partiendo del refugio Weissmieshütte (2.726 m) situado en el municipio de Saas-Grund. Del refugio se sale primero a Hohsaas (3.101 m) donde llega el funicular de Saas-Grund. Luego se afronta el glaciar Trift, muy encrespado. Al final se llega a la "espalda" de la montaña para recorrer la vertiente noroeste. Esta vía por su facilidd de acceso a través de las instalaciones en la salida es la más frecuentada.

## Clasificación SOIUSA
Según la clasificación SOIUSA, el Weissmies pertenece:
- Gran parte: Alpes occidentales
- Gran sector: Alpes del noroeste
- Sección: Alpes Peninos
- Subsección: Alpes del Mischabel y del Weissmies
- Supergrupo: Catena del Weissmies
- Grupo: Gruppo del Weissmies
- Subgrupo: Cadena Weissmies-Lagginhorn-Fletschhorn
- Código: I/B-9.V-C.6.a

## Enlaces externos

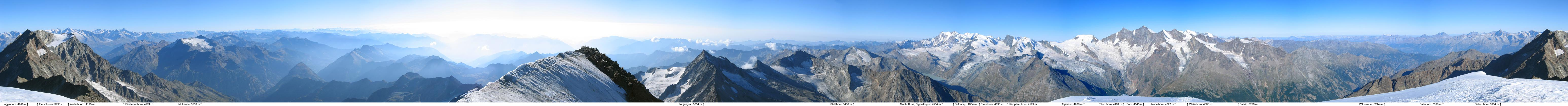
Panorama desde la cumbre del Weissmies.